# 마이어 대 애스트루 소송
‘메이어 대 아스트루’, 연방 3차 662번 700쪽(4순회지구 2011년)은 연방 법원에서 다투어진 유명한 ‘사회 보장 장애인 보험’ 소송이었는데, 새로운 증거가 항소 심의회에 제출될 때 검토 요청에 대한 사실심리생략 거부에 대한 순회법원 내의 갈등을 해결했던 소송이었다.
추락 사고에서 심각한 부상을 입은 후에, 모리스 유진 메이어는 ‘사회 보장 장애인 보험 급여’에 대해 청구했다.
행정법 판사(에이엘제이)는 그의 청구를 거부했는데, 메이어가 그의 주치의로부터의 의견을 제출하는데 실패했다고 주장하면서 말이다.
메이어가 항소 심의회에 의한 그의 청구의 검토를 요구했을 때, 부상을 구체화하는 그리고 메이어의 활동에의 많은 제한을 제안하는 그의 주치의의 편지를 그는 제출했다.
항소 심의회는 이 편지를 기록에 남겼지만 사실심리 없이 메이어의 검토 요청을 거부했고; 즉, 급여를 거부하는 에이엘제이의 결정이 사회보장행정 위원장의 최종 결정이 되었다.
항소 심의회가 잘못 했다는 취지로, 메이어는 상고했는데, 그의 검토 요청에 대한 그것의 거부를 정당화하면서 특정한 조사결과를 처리하는데 실패함으로써 잘못 했다고 말이다.
법원은 이 상고를 기각했고 에이엘제이 결정의 검토를 거부할 때 항소 심의회는 그것의 이유를 설명할 필요가 없다고 판결했지만, 왜냐하면 이 사건에서 법원이 상당한 증거가 급여 거부를 뒷받침하는지 결정할 수 없기 때문에, 법원은 파기했고 환송했다.